# Saint-Martin-de-l'If
Saint-Martin-de-l'If es una comuna nueva francesa situada en el departamento de Sena Marítimo, en la región de Normandía.

## Historia
Fue creada el 1 de enero de 2016, en aplicación de una resolución del prefecto de Sena Marítimo de 7 de diciembre de 2015 con la unión de las comunas de Betteville, Fréville, La Folletière y Mont-de-l'If, pasando a estar el ayuntamiento en la antigua comuna de Fréville.

## Demografía
| Gráfica de evolución demográfica de Saint-Martin-de-l'If entre 1800 y 2018 |
|                                                                            |

Los datos entre 1800 y 2013 son el resultado de sumar los parciales de las cuatro comunas que forman la nueva comuna de Saint-Martin-de-l'If, cuyos datos se han cogido de 1800 a 1999, para las comunas de Betteville, Fréville, La Folletière y Mont-de-l'If, de la página francesa EHESS/Cassini. Los demás datos se han cogido de la página del INSEE.

## Composición
| Comuna delegada | Código INSEE | Población (2018) | Superficie (km²) | Densidad (hab./km²) |
| --------------- | ------------ | ---------------- | ---------------- | ------------------- |
| Betteville      | 76089        | 567              | 8.57             | 66                  |
| Fréville        | 76289        | 930              | 5.80             | 160                 |
| La Folletière   | 76267        | 75               | 5.05             | 15                  |
| Mont-de-l'If    | 76444        | 102              | 3.50             | 29                  |